# Mangrovelia
Mangrovelia is een geslacht van wantsen uit de familie beeklopers (Veliidae). Het geslacht werd voor het eerst wetenschappelijk beschreven door Linnavuori in 1977.

## Soorten
Het genus bevat de volgende soort:

- Mangrovelia artinos Linnavuori, 1977